# 无毛黄花草
无毛黄花草（学名：Cleome viscosa var. deglabrata）为醉蝶花科白花菜属下的一个变种。